# Ormeloxifene
Bản mẫu:Infobox Birth control Ormeloxifene, còn được gọi là centchroman, là một trong những chất điều chế thụ thể estrogen chọn lọc, hoặc SERMs, một nhóm thuốc tác động lên thụ thể estrogen. Nó được biết đến như là một biện pháp tránh thai đường uống không steroid được thực hiện một lần mỗi tuần. Ở Ấn Độ, ormeloxifene đã có sẵn như là biện pháp tránh thai từ đầu những năm 1990, và nó hiện được bán trên thị trường dưới tên thương mại Saheli. Ormeloxifene cũng đã được cấp phép dưới tên thương mại Novex-DS, Centron và Sevista.

## Sử dụng trong y tế
Ormeloxifene chủ yếu được sử dụng như một biện pháp tránh thai nhưng cũng có thể có hiệu quả đối với chảy máu tử cung rối loạn chức năng và ung thư vú tiến triển.

### Kiểm soát sinh
Ormeloxifene có thể được sử dụng như một biện pháp tránh thai hàng tuần. Lịch trình hàng tuần là một lợi thế cho những phụ nữ thích tránh thai bằng miệng, nhưng cảm thấy khó khăn hoặc không thực tế để tuân thủ lịch trình hàng ngày theo yêu cầu của các biện pháp tránh thai đường uống khác.
Trong mười hai tuần đầu tiên sử dụng, nên uống thuốc ormeloxifene hai lần mỗi tuần. Từ tuần thứ mười ba trở đi, nó được thực hiện một lần mỗi tuần. Sự đồng thuận là bảo vệ dự phòng trong tháng đầu tiên là một lựa chọn thận trọng nhưng hợp lý. Một liều tiêu chuẩn là 30 mg hàng tuần, nhưng liều tải 60 mg có thể làm giảm tỷ lệ mang thai 38%.
Nó có tỷ lệ thất bại khoảng 1-2% với việc sử dụng lý tưởng mà hiệu quả thấp hơn một chút so với các loại thuốc tránh thai kết hợp.

### Chỉ định khác
- Ormeloxifene cũng đã được thử nghiệm trong môi trường thực nghiệm như là một phương pháp điều trị bệnh rong kinh.[7]
- sử dụng trong điều trị đau vú và u xơ tử cung cũng đã được mô tả.[8]

## Tác dụng phụ
Có những lo ngại rằng ormeloxifene có thể gây ra kinh nguyệt chậm.

## Dược lý
Ormeloxifene là một bộ điều biến thụ thể estrogen chọn lọc (SERM). Ở một số bộ phận của cơ thể, hành động của nó là estrogen (ví dụ như xương), ở các bộ phận khác của cơ thể, hành động của nó là chống ung thư (ví dụ: tử cung, vú). Nó gây ra sự không đồng bộ trong chu kỳ kinh nguyệt giữa rụng trứng và sự phát triển của niêm mạc tử cung, mặc dù phương thức hoạt động chính xác của nó không được xác định rõ. Trong các thử nghiệm lâm sàng, nó gây ra sự rụng trứng xảy ra muộn hơn so với bình thường ở một số phụ nữ, nhưng không ảnh hưởng đến sự rụng trứng ở phần lớn phụ nữ, trong khi làm cho niêm mạc tử cung xây dựng chậm hơn. Nó tăng tốc độ vận chuyển của bất kỳ trứng thụ tinh qua ống dẫn trứng nhanh hơn bình thường. Có lẽ, sự kết hợp các hiệu ứng này tạo ra một môi trường mà nếu sự thụ tinh xảy ra, việc cấy ghép sẽ không thể thực hiện được.

## Lịch sử
Ormeloxifene lần đầu tiên được phát hiện bởi Viện nghiên cứu dược phẩm trung ương (CDRI) ở Lucknow, Ấn Độ. Ormeloxifene được bán trên thị trường tại Delhi vào tháng 7 năm 1991 và ở Ấn Độ vào năm 1992, dưới tên thương hiệu Saheli và Choice-7.

## Xã hội và văn hoá

### Tiếp thị
Kể từ năm 2009, ormeloxifene chỉ có sẵn ở Ấn Độ.
Ormeloxifene đã được thử nghiệm và cấp phép như một hình thức kiểm soát sinh sản, cũng như điều trị chảy máu tử cung rối loạn chức năng.
- được sản xuất bởi công ty dược phẩm Torrent và được bán dưới dạng thuốc ngừa thai dưới tên thương mại là Centron. Centron đã bị ngưng.
- Giấy phép mới cho ormeloxifene đã được cấp cho Hindustan latex Ltd., công ty hiện đang sản xuất ormeloxifene dưới dạng ngừa thai dưới tên thương mại Saheli, Novex và Novex-DS.
- Công ty dược phẩm Torrent đã nối lại việc sản xuất ormeloxifene dưới tên thương mại Sevista, như một phương pháp điều trị cho chảy máu tử cung rối loạn chức năng.